# Río Sonora
Río Sonora es un río que fluye de norte a sur en parte centro norte del estado de Sonora, México, que posee una longitud de 420 km y la cuenca abarca una superficie de 28,950 km², que nace del río Bacanuchi al noreste del estado fluyendo al sur creando una cuenca y una microrregión social desde Cananea hasta Hermosillo. Su aporte anual promedio es de unos 171 millones de m³,cuyo caudal desemboca en la presa Abelardo L. Rodríguez en Hermosillo.
El Río Sonora nace como producto de la confluencia del río Bacanuchi y el Río Bacoachi, cerca a Arizpe; en su trayecto atraviesa las poblaciones de Bacoachi, Aconchi, Huépac, Baviácora, Ures, Banámichi y cerca de Hermosillo recibe el aporte del Río San Miguel, donde posteriormente sus aguas son utilizadas en el embalse de la presa Rodríguez . Su cauce continuaba, hacia la Costa de Hermosillo, en Bahía de Kino, el Golfo de California aunque por la poca cantidad de agua, solo pasa en épocas de crecidas por lluvias extra ordinarias, perolas aguas normalmente se evaporan e infiltran en el suelo por lo que, no llega al mar, y se convierte en un río criptorreico,  

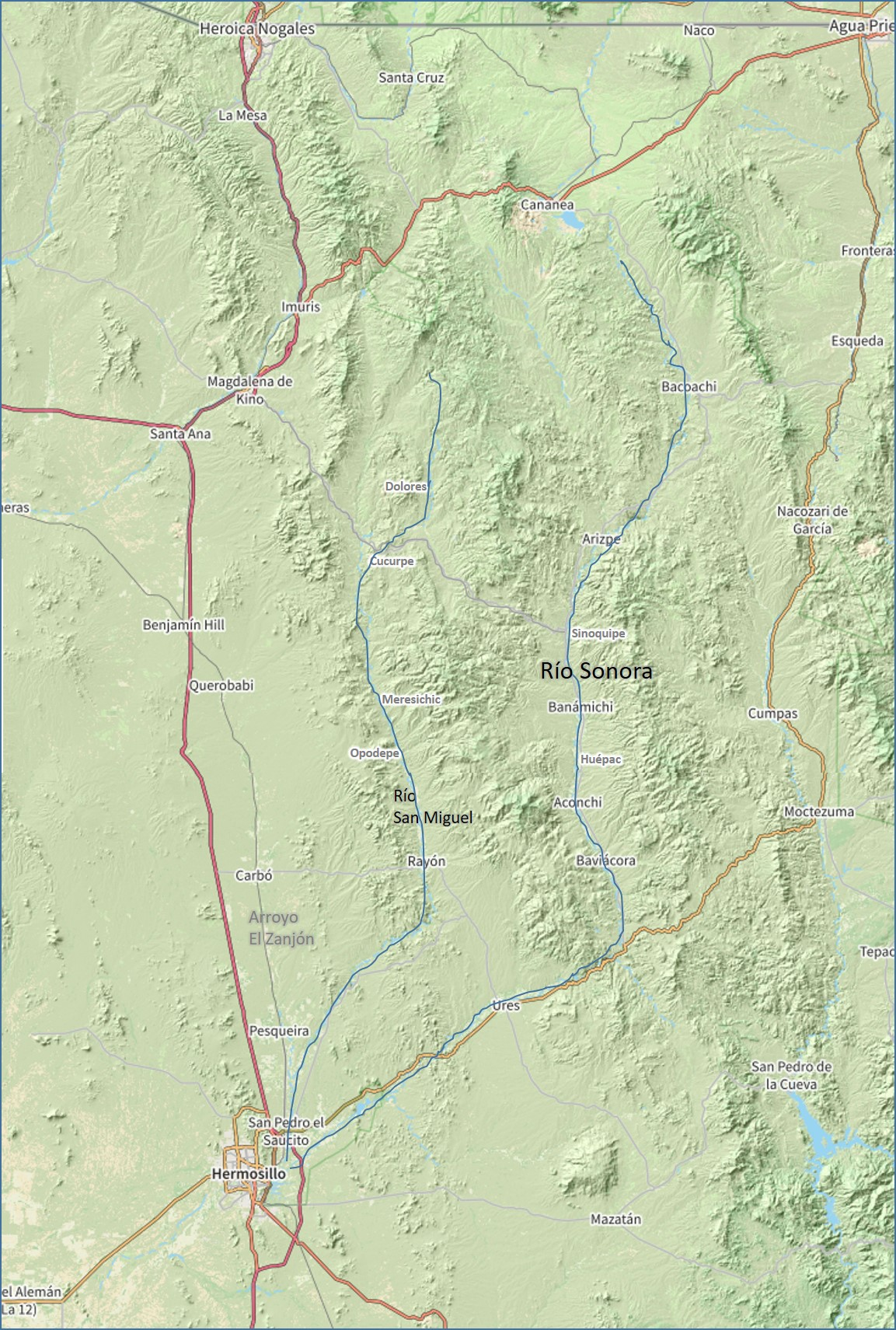
Cauce del Río Sonora

La microrregión, que cuenta con algunos cientos de usuarios, agrícolas y ganaderos, miles de familias con una identidad propia, su propio plan de desarrollo, con la Liga de Béisbol Río Sonora, y una ruta turística Río de Sonora.. 
El 6 de agosto del 2014 el río Sonora, fue motivo de un desastre ecológico desde el Río Bacanuchi luego de que la empresa minera Buenavista del Cobre (de Grupo México) vertiera 40,000 metros cúbicos de lixiviados de sulfato de cobre acidulado en el arroyo Tinajas y, posteriormente, en el afluente de ambos cuerpos de agua, afectando a más de 22 mil personas. 
En 2023, continúa el proceso pues se activa una denuncia del Gobierno Federal contra la empresa contaminante.